# Baronia de Castellar
La Baronia de Castellar fou una jurisdicció feudal que comprenia el terme de Castellar del Vallès centrada en el Castell de Clasquerí. L'alou de Castellar, amb les seves cases, juntament amb el castell, va ser venut el 1010 per Senegunda i el seu fill Isnard al comte Ramon Borrell de Barcelona. Uns anys després (1049), la comtessa Ermessenda donà l'alou i el castell de Castellar al monestir de Sant Llorenç del Munt. El 1136 passà als Montcada, donat en feu a Guillem Ramon, el gran senescal, pel comte Ramon Berenguer IV. El 1300 passarà al rei Jaume I per donació de Guillelma de Montcada, hereva dels béns d'en Guillem Ramon.
El 1310 l'adquirí Pere de Clasquerí i Palol (Gastó de Montcada va donar en emfiteusi diversos castells a Pere de Clasquerí, entre ells el de Castellar i dotze heretats més situades en el terme), ciutadà de Barcelona i ambaixador. Pere II de Clasquerí prengué possessió del senyoriu el 1312 i monopolitzà l'autoritat en el poble dins l'any 1394, data en la qual el rei Joan I d'Aragó vengué la jurisdicció civil i criminal del terme a Joan de Togores pel preu de cinc-cents florins d'or d'Aragó. De Togores tornà a vendre, més tard, els seus drets a Guerau I de Clasquerí, l'últim descendent de la família, besnet de Pere de Clasquerí; d'aquesta manera a mitjans del segle xv la família Clasquerí era el senyor territorial i jurisdiccional de tot el "castrum de Castellar", incloses totes les propietats, terres, cases i masos que li pertanyien territorialment. En endavant la baronia de Castellar, com s'anomenà aleshores, romangué en la mateixa família, que el 1548 entroncà amb els Meca. El 1788, en morir Anton de Meca sense descendència, la baronia passà als Sentmenat. El 1856 Dolors de Sentmenat i Despujol es casà amb Carles de Fontcuberta i avui en dia, la família Fontcuberta segueix mantenint la possessió del castell